# انتری (ویرجینیای غربی)
انتری (به انگلیسی: Entry) یک منطقهٔ مسکونی در ایالات متحده آمریکا است که در شهرستان پندلتن، ویرجینیای غربی واقع شده‌است.